# Kennet Andersson
Bernt Kennet Andersson (ur. 6 października 1967 w Eskilstunie) – szwedzki piłkarz występujący na pozycji napastnika.
W swojej karierze reprezentował barwy takich klubów jak IFK Eskilstuna (1985-88), IFK Göteborg (1988-91), KV Mechelen (1991-92), Norrköping (1993), Lille OSC (1993-94), SM Caen (1994-95), Bari (1995-96), Bologna FC (1996-99 i 1999-2000), S.S. Lazio (1999) i Fenerbahçe SK (2000-02).
W reprezentacji Szwecji zagrał 83 razy i strzelił 31 goli. Grał na Mistrzostwach Świata w 1994 roku, oraz na Mistrzostwach Europy 1992 roku i Mistrzostwach Europy w 2000 roku.